# حلوا

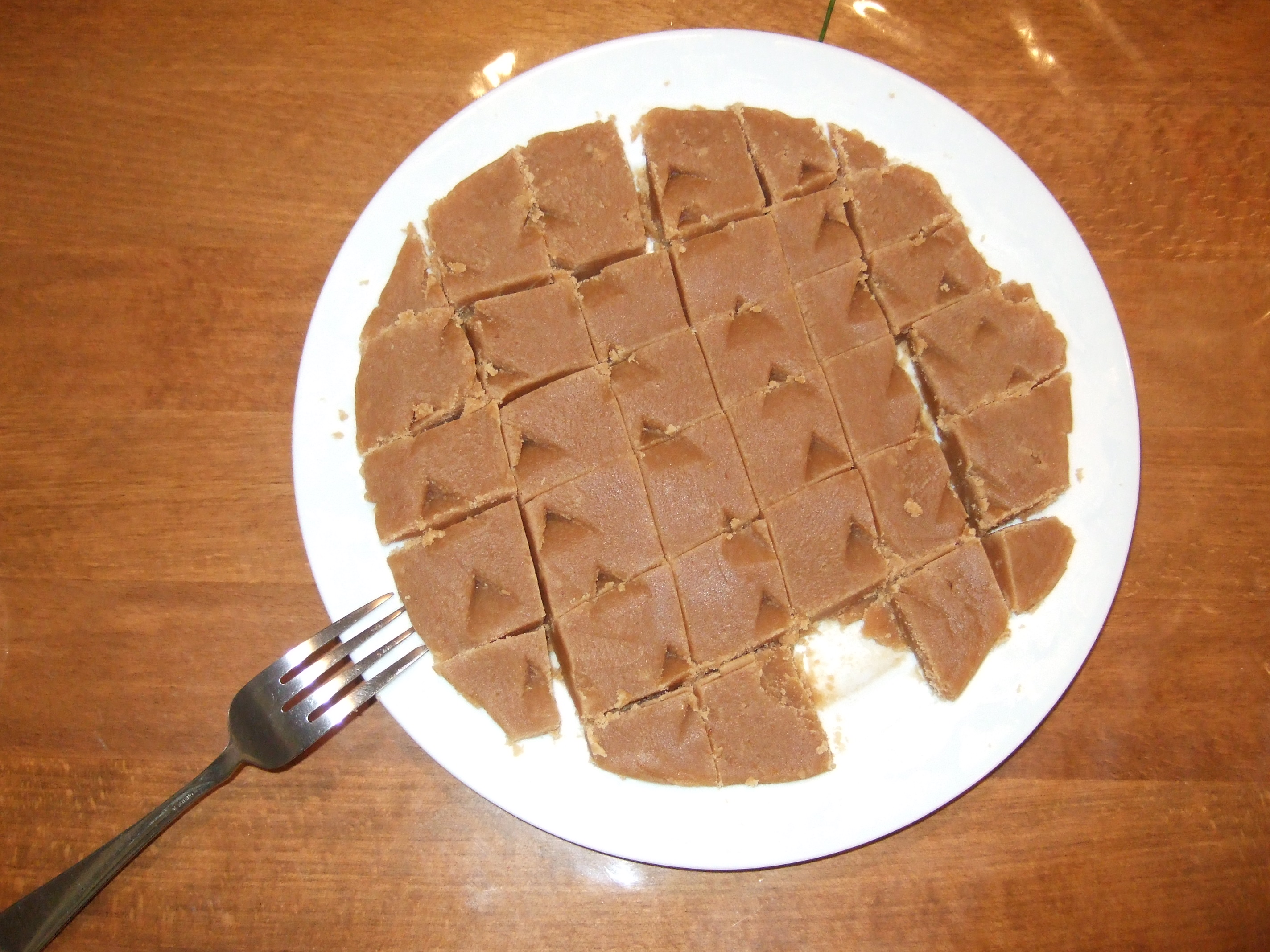
حلوا (آردینه)

حلوا یا آردینه نوعی شیرینی و دسر است که در کشورهای گوناگونی مرسوم است. حلوا، انواع مختلفی دارد و برحسب نوع آن ممکن است برخی مواقع به عنوان شیرینی برخی مواقع به عنوان دسر یا برخی موارد نیز در پخت یک غذا یا شیرینی دیگر مورد استفاده قرار گیرد. به‌طور مثال در پخت و تهیه رنگینک از حلوای آرد یا همان حلوای سیاه یا ترحلوا استفاده می‌شود.
از انواع مشهور حلوا می‌توان به ترحلوا، حلوا شکری، حلوای هویج، حلوای گردویی، حلوا ارده، حلوالوز، حلوای شیر و غیره اشاره کرد.
مواد اولیه تهیه حلوا برحسب نوع آن مختلف است. برای نمونه حلوای آرد گندم از مخلوط شدن آرد سفید گندم با روغن آفتابگردان و شیره انگور و هل و گلاب و مغز پسته و زعفران و به جای شیره می‌توان شکر استفاده کرد بر روی آتش شدید به دست می‌آید.

## تاریخچه حلوا
حلوا از آرد گندم تهیه می‌شود. نوعی حلوا نیز در شهر بهبهان پخته می‌شود که با آرد برنج پخته می‌شود. در این نوع حلوا برنج خرد یا آرد شده را به همراه روغن، شکر، هل، گلاب پخت می‌کنند و پس از دم کشیدن برنج به قسمت‌های مخروطی شکل تقسیم و با دارچین تزیین می‌کنند و در ایام محرم بین عزاداران تقسیم می‌کنند.

## انواع حلوا
بسته به نوع مواد اولیه استفاده شده و محل جغرافیایی پخت، حلوا می‌تواند طعم‌ها و شکل‌های مختلفی داشته باشد و با در نظر گرفتن تأثیر لهجه‌های محلی در نامگذاری انواع مختلف حلوا شکل می‌گیرد:
- حلوا ارده
- ترحلوا
- حلوای انگشت‌پیچ یکی از شیرینی‌های سنتی ایرانی است. نوعی حلوا است که با آرد، شکر و روغن به‌طور مساوی و مقدار کمی گلاب یا زعفران تهیه می‌شود؛ طرز تهیه این حلوا به این صورت است که ابتدا آرد را در روغن بو داده و در محلول آب شکر و کمی زعفران یا گلاب می‌پزند تا به روغن بیفتد. این حلوا چون کش می‌آید و می‌توان آن را دور انگشت یا چنگال پیچید به حلوای انگشت‌پیچ معروف است.[۱]
- حلوای اوماج، یا به اصطلاح ترکی اوماج حالواسی، یکی از انواع حلواهای محلی آذربایجان است که با زردچوبه و شیر آماده می‌شود و اصالت آن به استان‌های اردبیل و آذربایجان شرقی برمیگردد. در اکثر حلواهایی که شامل شیر هستند، شیر مستقیماً به مواد اضافه می‌شود اما در مورد حلوای اوماج، روش کار کمی متفاوت و زمان‌برخواهد بود. این حلوا ممکن است با شیر و با شیره انگور تهیه شود.[۲]
- حلوای خارک، در جنوب ایران و با استفاده از خارک چرخ شده، طبخ می‌شود.[۳]
- حلوا خرمایی یا حلوای خرما یکی از معروف‌ترین شیرینی‌های محلی استان خوزستان است.[۴]
- حلوا زردک، در شهر شوشتر پخت می‌شود و از سوغاتی‌های این شهر به‌شمار می‌رود. زردک نام هویج ایرانی است که در گویش شوشتری و زبان فارسی به‌کار می‌رفته است. این غذا معمولاً در وعده صبحانه یا عصرانه صرف می‌شود.
- حلوای زنجبیلی، این حلوا در مناطق سردسیری شمالی کشور به ویژه در نواحی آذربایجان درست می‌شود. در این حلوا برخلاف حلواهای رایج، به جای زعفران، از زنجبیل استفاده می‌شود. به سبب وجود زنجبیل مقوی بوده و خوردن آن در ماه رمضان مرسوم است.[۵] حلوای زنجبیلی سوغات استان گلستان است.[۶]
- حلوای سفید، انواع مختلفی از حلوای سفید پخته می‌شوند که با آرد برنج، برنج و آرد گندم پخته می‌شوند.[۷]
- حلوای سیاه، حلوای سیاه اردبیل مخلوطی از آرد و جوانه گندم، آب، روغن خوراکی، کره، ادویه جات و شیرین کننده‌های طبیعی است. به‌طور سنتی، به شکل گلوله‌های درشت فرم داده به عنوان آذوقه به خصوص برای استفاده در زمستان با توجه به خاصیت انرژی‌زایی و گرمی آن نگهداری می‌کردند. حلوای سیاه در اردبیل درست می‌شود حلوای سیاه به دلیل استفاده از چند مغز خاصیت انرژی‌زایی و گرمی بیشتری نحوه طبخ و استفاده از روغن‌های خوراکی، کره و شیرین کننده‌هایی مانند شیره انگور یا خرما طبخ می‌نمودند و در دمای هوای متوسط در مطبخ یا انبارهای آذوقه چهار تا شش ماه بدون شکرک زدن و فاسد شدن باقی می‌ماند.[۸]
- حلوای ساگو، ساگو یا سگو دونه‌های نشاسته ای سفید و رنگی که از مغز ساقه نوعی نخل تهیه می‌شود. در استان‌های هرمزگان و بوشهر این حلوا پخته می‌شود.[۹]
- حلوای سوهانی، حلوا سوهانی در شهرهای مختلف به شکل‌ها و دستور پخت مختلف تهیه می‌شود اما حلوای سوهانی با شیر، بیشتر در اردکان تهیه می‌شود.[۱۰]
- حلوای شاه‌دانه، حلوای سنتی استان قم است. این حلوا معمولاً به رنگ پایهٔ سفید و مملو از شاه‌دانه‌های درشت است. برای تهیهٔ حلوا شادونه (حلوا شاه‌دانه)، از آرد، شکر و شاه‌دانه استفاده می‌کنند و به شکل سوهان می‌پزند.[۱۱]
- حلوالوز، یکی از سوغاتی‌های شهر دماوند است. حلوا لوز نوعی شیرینی یا همان حلواست که بدون استفاده از شکر تهیه می‌شود.[۱۲]
- حلوا کنجدی، در شهرهای خوزستان، شیراز و سبزوار و بروجرد تهیه می‌شود و به ملکه حلواها نیز معروف است و یک شیرینی سنتی است و به روش‌های مختلف تهیه می‌شود به‌طور مثال با شیره خرما یا شیره انگور یا عسل می‌توان تهیه کرد.[۱۳]
- حلوا گردویی، یکی از انواع حلواهای سنتی ایرانی است که اصالت آن متعلق به شهر گرگان می‌باشد.[۱۲]
- گمگه یا کله کنجی، یکی از شیرینی‌های محلی ایلامی‌ها که در شب یلدا و عید نوروز بسیار پرطرفدار است. در واقع این شیرینی نوعی حلوا محسوب می‌شود که در تمام فصول توسط مردم ایلام پخته می‌شود و بسیار مقوی و پر انرژی می‌باشد.[۱۴]
- حلوای مقراضی، یکی از قدیمی‌ترین حلواهای طبخ شده در استان‌های جنوبی ایران به خصوص بوشهر و شیراز و در اصل منطقه لار است.[۱۵]
- حلوای هویج، در شهرهای مختلف با روش‌های متنوعی درست می‌شود. می‌توان برای تهیه حلوای هویج از شیر به جای آب استفاده کرد که در این صورت حلوای هویج با شیر می‌شود. زمانی که این حلوا با آرد تهیه می‌شود هویج آن نباید محسوس باشد و بهتر است آن را با میکسر به شکل پوره درآورد یا اگر میکسر در دسترس نیست هویج پخته و بعد پوره شود.[۱۶]
- حلوای یغدر، از شیرینی‌های مخصوص پذیرایی در مراسم‌های عزاداری محسوب می‌شود که در مناسبت‌های مذهبی نیز به صورت نذری پخته می‌شود.[۱۷]

## نگارخانه

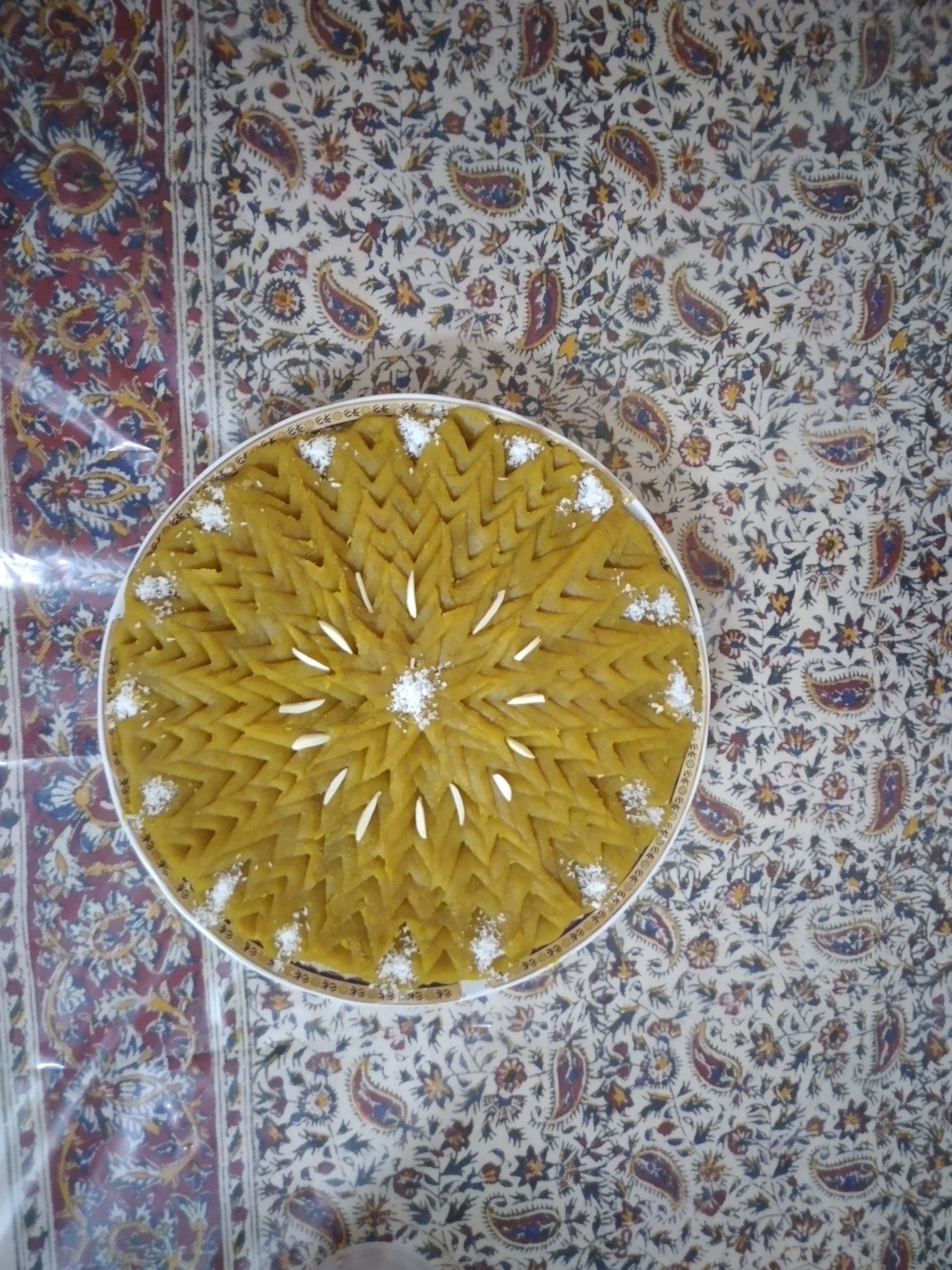
حلوا
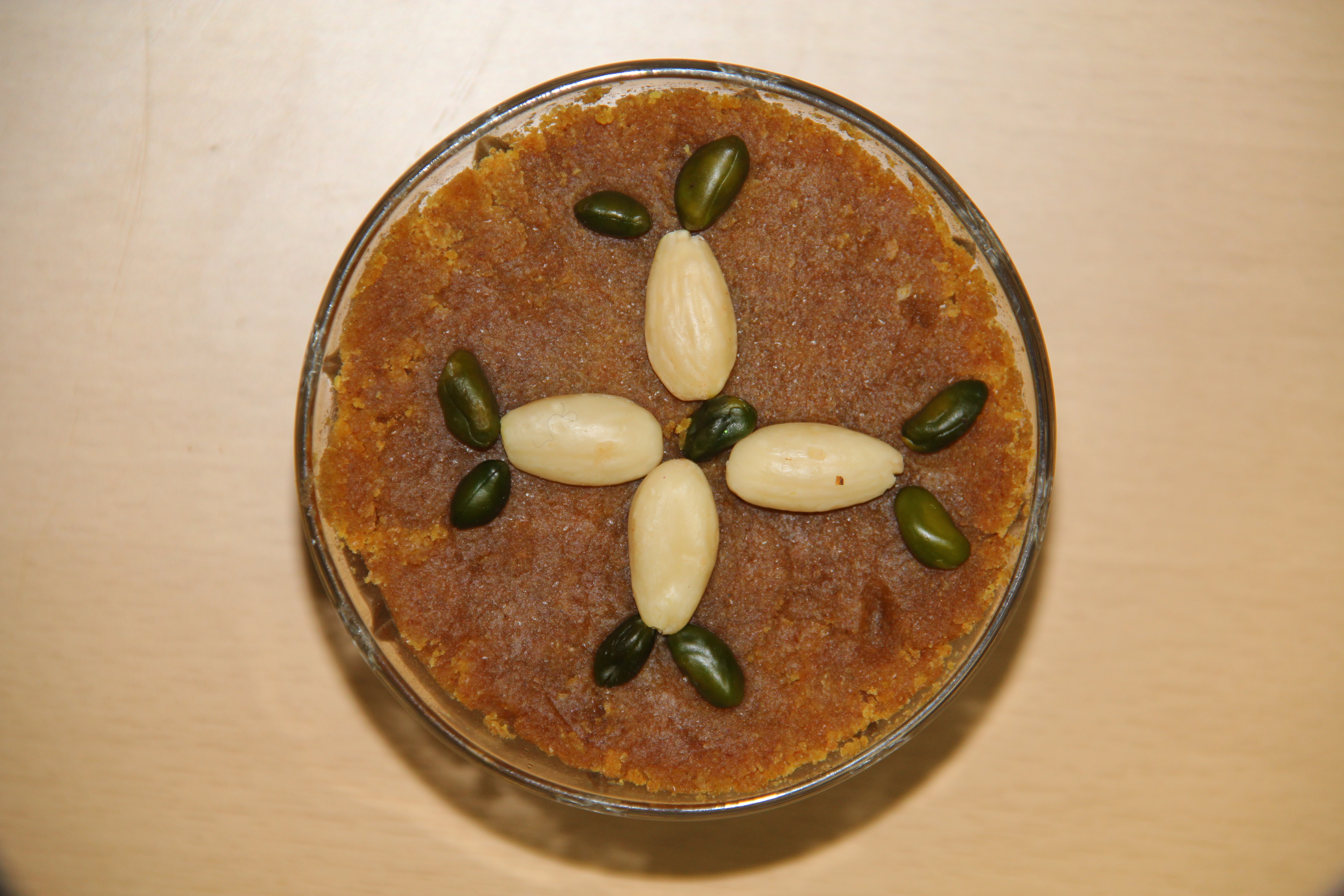
حلوا